# Djupskäret, Vasa

Djupskäret är en ö strax söder om Replot i Vasa, Österbotten. Holmen är lättillgänglig och därför också ett välbesökt utflyktsmål. Skäret är bevuxet med gammal granskog. Stränderna är steniga.
Djupskäret utgör en enklav inne i Korsholms kommun. Ön sitter ihop med Östergårdsskär i söder och Orrisskäret i norr som båda tillhör Korsholm.